# Fausto Acke
Fausto Alesio Padovini Acke est un gymnaste artistique suédois né le 23 mai 1897 à Rome et mort le 14 mai 1967 à Hollywood.

## Biographie
Fausto Acke est adopté par le peintre J.A.G. Acke et Eva Acke (la fille de l'écrivain Zacharias Topelius) après la mort de ses parents des suites d'une épidémie. 
Il fait partie de l'équipe de Suède qui remporte la médaille d'or en système suédois par équipes aux Jeux olympiques d'été de 1920 se tenant à Anvers.